# Jim O'Rourke
Jim O’Rourke (Chicago, Illinois; 18 de enero de 1969) es un músico, compositor y productor estadounidense, asociado por largo tiempo a la escena experimental de su ciudad natal. 
O'Rourke ha lanzado múltiples discos en diferentes discográficas, explorando diferentes subgéneros de la música avant-garde, electrónica, ambient, rock, noise, drone, así como colaborando con múltiples artistas, entre los cuales destacan Derek Bailey, Loren Mazzacame Connors, Nurse With Wound, Fennesz, Órganum, Henry Kaiser y Flying Saucer Attack.
Su trabajo mejor conocido es quizás la serie de discos publicados en Drag City, que portan con un estilo más tradicional: Bad Timing (1997), Eureka (1999), Insignificance (2001), The Visitor (2009) y Simple Songs (2015). Los títulos de los cuatro primeros hacen referencia al cineasta británico Nicolas Roeg; los primeros siendo referencia directa a los títulos de las películas y el cuarto portando el título de un álbum ficticio dentro de The Man Who Fell To Earth.
Ha producido álbumes para artistas tan variados como John Fahey, Smog, Stereolab, Faust, Tony Conrad, Joanna Newsom y Beth Orton. O’Rourke mezcló dos discos para Wilco: Yankee Hotel Foxtrot en 2002 y A Ghost is Born en 2004, que ganó un Grammy en la categoría “mejor álbum alternativo”. Junto a Jeff Tweedy y Glenn Kotsche, ambos miembros de Wilco, formó el súper-grupo de indie-rock Loose Fur.
O’Rourke fue parte de Gastr Del Sol y de The Red Crayola. Entre 1999 y 2005 sirvió como instrumentista e ingeniero de sonido para Sonic Youth, trabajando tanto en los lanzamientos principales de ese periodo (NYC Ghosts & Flowers, Murray Street y Sonic Nurse) como en los trabajos más experimentales lanzados en SYR.
Junto al director musical Takehisa Kosugi ha tocado para la compañía de baile del coreógrafo Merce Cunningham durante cuatro años. Trabajó como asesor musical para la afamada película Escuela de Rock de 2003 y ha musicalizado películas para varios directores, incluyendo a Werner Herzog, Olivier Assayas y Shinji Aoyama. Su propio trabajo ha sido exhibido en 2004 y 2006 en la Whitney Biennial y en 2005 en el Festival Internacional de Cine de Róterdam.
A partir del año 2013, O'Rourke ha utilizado su página Steamroom en Bandcamp para publicar tanto piezas nuevas como material antiguo. 

## Discografía (parcial)

### En solitario
- 2015 - Simple Songs (Drag City)
- 2007 - Electric Dress
- 2007 - The Voloptulist
- 2007 - Corona: Tokyo Realization
- 2006 - Mizu No Nai Umi
- 2005 - I’m Happy and I’m Singing and a 1, 2, 3, 4
- 2001 - Insignificance
- 1999 - Halfway to a Threeway (EP)
- 1999 - Eureka
- 1997 - Bad Timing
- 1997 - Happy Days
- 1995 - Terminal Pharmacy
- 1993 - Rules of Reduction
- 1993 - Remove the Need
- 1992 - Scend
- 1992 - Disengage
- 1991 - Tamper
- 1991 - The Ground Below Above Our Heads
- 1991 - Secure on the Loose Rim
- 1989 - Some Kind of Pagan

### Con Sonic Youth
- 2004 - Sonic Nurse
- 2002 - Murray Street
- 2000 - NYC Ghosts and Flowers
- 1999 - Goodbye 20th Century
- 1998 - Invito al cielo (EP)

### Con Gastr Del Sol
- 1998 - Camoufleur
- 1996 - Upgrade & Afterlife
- 1995 - The Harp Factory on Lake Street
- 1994 - Crookt, Crackt, or Fly
- 1993 - The Serpentine Similar